# 존 러틀리지
존 러틀리지(영어: John Rutledge, 1739년 9월 17일 ~ 1800년 7월 18일)는 미국 사우스캐롤라이나의 정치가이며 주지사를 역임하였고, 미국 헌법 제정 회의 대의원이었으며, 비준된 헌법에 서명했다. 또한 미국의 대법관이 되었고, 1795년 8월부터 12월까지 대법원장이 되었다. 〈미국 독립 선언〉에 서명한 에드워드 러틀리지는 동생이다.

## 개요
러틀리지는 사우스캐롤라이나 찰스턴에 있는 대가족 집안에서 태어났다. 아버지는 스코틀랜드계 아일랜드인 이민자인 존 러틀리지 시니어였고, 어머니는 영국인의 후손으로 사우스캐롤라이나에서 태어난 사라 헥스트였다. 존은 여섯 명의 동생이 있었는데, 앤드류, 토마스, 새라, 휴, 매어리, 그리고 에드워드가 있었다. 아버지는 알코올 중독자, 의사, 영국 성공회 목사와 교사였고, 어릴 적부터 아버지가 죽을 때까지 그에게서 교육을 받았으며, 이후는 성공회 선교사에게 교육을 받았다.
존은 어릴 적부터 법에 관심을 가지고 있었고, 종종 형제자매들과 변호사 놀이를 하곤 했다. 17세 때, 러틀리즈는 제임스 파슨즈라는 사람 밑에서 법을 공부하기 시작했다. 2년 후 1760년에 러틀리지는 영국으로 건너가서, 런던의 미들 템플 법조원에서 법률을 공부한 후, 영국의 법정 변호사로 인정을 받았다. 이미 재학 중에도 여러 건의 사건에서 승소를 했다.
학업을 마친 후 다시 찰스턴으로 돌아와서 법률 분야의 경력을 쌓기 시작하였고, 또한 어머니의 재산인 농장과 노예로 자산을 쌓았다. 3년 후 엘리자베스 그림케(1742년생)와 결혼을 하여 결국 10명의 아이들이 태어났으며, 그는 아내인 엘리지베스가 1792년 죽을 때까지 매우 헌신적이었다. 그녀의 죽음이 그의 말년에 영향을 끼친 병의 주요 원인이었다. 그는 타운 하우스로 이사를 하여 남은 인생의 대부분을 거기서 보냈다.

## 독립 전쟁 이전
1761년, 정치 분야에서 활동을 시작했다. 그해 크라이스트처치 교구에서 식민지 의회 의원으로 선출되어 독립전쟁까지 이 직을 계속 수행했다. 1764년에 10개월 동안 일시적으로 식민지 검찰 총장을 지냈다. 1765년에 인지세법의 문제가 발생했을 때 영국과의 관계가 악화되자, 러틀리지는 식민지의 자치를 확보, 유지하기를 바라는 입장이었으므로, 영국과의 단절을 피하려 했고, 절도 있는 입장을 취했다. 그러나 인지세법 회의는 위원회의 의장, 영국 귀족원에 대한 청원서를 다 썼다.
1774년, 제1차 대륙회의의 대의원이 되었고, 거기에 온건하게 문제 처리를 모색했다. 이듬해도 제2차 대륙회의에 참석한 후, 사우스캐롤라이나에 다시 식민지 정부의 재건에 공헌했다. 1776년 안전위원회에서 일을 하면서 헌법 초안 작성에 참여했다. 그 해 버지니아 하원 의장을 맡아 1778년까지 계속했다. 이 시기에 새 정부는 많은 어려운 시련을 경험했다.
1778년, 보수적인 러틀리지는 연방 헌법의 민주적인 개정을 받아들이지 못하고, 그 직을 사퇴했다. 그러나 이듬해 연방 주지사에 선출됐다. 어려운 시대였다. 영국군이 사우스캐롤라이나에 침입, 식민지 군대는 절망적인 상황이었다. 의회가 휴회에 들어가 있던 1780년 초 찰스턴은 영국군에 자택에서 포위되었다. 5월에 찰스턴은 함락, 대륙군은 포로가 되었고, 러틀리지는 자산을 압수당했다. 러틀리지는 어떻게든 노스캐롤라이나로 피해, 사우스캐롤라이나를 회복하려고 군대 소집에 착수했다. 1781년, 나대니얼 그린 장군과 새로운 대륙군의 도움으로, 연방 정부를 재건했다. 1782년 1월 주지사 직을 사퇴하고, 연방 의회 하원 의원이 되었다. 전쟁 동안에 입은 재정적 손실은 돌이킬 수 없었다.

## 독립전쟁 후
1782년에서 1783년 대륙회의의 대표가 되었다. 이듬해 1784년, 연방 형평 법원에 근무하며 다시 연방 의회 하원 의원이 되었다 (1784년 -1790년). 1787년의 헌법 제정 회의에서 가장 영향력 있는 대의원 중 한 명이 되었으며, 온건 민족주의자의 입장을 유지했다. 위원회 위원장으로 모든 세션에 참석했고, 자주 효과적으로 발언을 했다.

## 역대 선거 결과
| 선거명        | 직책명                                | 대수 | 정당       | 득표율  | 득표수 (선거인단) | 결과 | 당락                         |
| ------------- | ------------------------------------- | ---- | ---------- | ------- | ----------------- | ---- | ---------------------------- |
| 1779년 선거   | 사우스캐롤라이나 주지사               | 31대 | 연방주의당 | 100.00% | 1표               | 1위  | 사우스캐롤라이나 주지사 당선 |
| 1789년 선거   | 미국의 부통령                         | 1대  | 연방주의당 | 8.70%   | 6표               | 4위  | 낙선                         |
| 1789년 선거   | 미국의 대통령                         | 1대  | 연방주의당 | 4.35%   | 0표 (6명)         | 5위  | 낙선                         |
| 1794년 선거   | 하원의원 (사우스캐롤라이나 제1선거구) | 4대  | 연방당     | 37.31%  | 504표             | 2위  | 낙선                         |
| 1795년 재선거 | 하원의원 (사우스캐롤라이나 제2선거구) | 4대  | 연방당     | 23.74%  | 160표             | 3위  | 낙선                         |
| 1796년 선거   | 하원의원 (사우스캐롤라이나 제1선거구) | 5대  | 연방당     | 1.62%   | 15표              | 3위  | 낙선                         |